# Servicio de Salud Araucanía Norte
El Servicio de Salud Araucanía Norte (SSAN) es uno de los dos servicios de salud del Sistema Nacional de Servicios de Salud, junto al Servicio de Salud Araucanía Sur en la región de La Araucanía. Su área de influencia comprende las 11 comunas de la Provincia de Malleco con una población cercana a los 200.000 habitantes.
Entre los principales hospitales de la red se encuentran el Hospital Dr. Mauricio Heyermann Torres de Angol y el Hospital San José de Victoria de Victoria.
Su sede se encuentra en Pedro de Ona #387, Angol y, el actual director es el señor Ernesto Yáñez Selamé.

## Red hospitalaria
- Hospital de Lonquimay
- Hospital de Purén
- Hospital Dr. Dino Stagno Maccioni, de Traiguén
- Hospital Dr. Mauricio Heyermann Torres, de Angol
- Hospital Dr. Óscar Hernández Escobar, de Curacautín
- Hospital San Agustín, de Collipulli
- Hospital San José, de Victoria